# ریجیس کردیک
ریجیس کُردیک (انگلیسی: Regis Cordic; ۱۵ مهٔ ۱۹۲۶ – ۱۶ آوریل ۱۹۹۹) بازیگر، و مجری رادیو اهل ایالات متحده آمریکا بود.
از فیلم‌ها یا مجموعه‌های تلویزیونی که وی در آن‌ها نقش داشته است، می‌توان به درخواب‌فرورفته اشاره نمود.